# Tabebuia paniculata
Tabebuia paniculata là một loài thực vật có hoa trong họ Chùm ớt. Loài này được Leonard miêu tả khoa học đầu tiên năm 1924.